# Echinogorgia
Echinogorgia es un género de gorgonias marinas perteneciente a la familia Plexauridae, del suborden Holaxonia. 
Sus especies están ampliamente distribuidas en aguas tropicales del océano Indo-Pacífico.

## Especies
El Registro Mundial de Especies Marinas reconoce como válidas las siguientes especies en el género:
- Echinogorgia abietina Kükenthal, 1919
- Echinogorgia armata (Kükenthal, 1909)
- Echinogorgia aurantiaca (Valenciennes, 1855)
- Echinogorgia cerea (Esper, 1791)
- Echinogorgia clausa (Nutting, 1910)
- Echinogorgia complexa Nutting, 1910
- Echinogorgia flabellum (Esper, 1791)
- Echinogorgia flexilis Thomson & Simpson, 1909
- Echinogorgia furfuracea (Esper, 1791)
- Echinogorgia gracillima Kükenthal, 1919
- Echinogorgia granifera (Lamarck, 1816)
- Echinogorgia humilis (Nutting, 1910)
- Echinogorgia japonica Aurivillius, 1931
- Echinogorgia lami Stiasny, 1940
- Echinogorgia macrospiculata Thomson & Simpson, 1909
- Echinogorgia mertoni Kükenthal, 1919
- Echinogorgia modesta Studer, 1889
- Echinogorgia multispinosa Thomson & Henderson, 1905
- Echinogorgia noumea Grasshoff, 1999
- Echinogorgia operculata (Nutting, 1910)
- Echinogorgia pinnata Studer, 1878
- Echinogorgia pseudosassapo Kölliker, 1865
- Echinogorgia ramosa Thomson & Russell, 1909
- Echinogorgia ramulosa (Gray, 1870)
- Echinogorgia rebekka Grasshoff, 2000
- Echinogorgia reticulata (Esper, 1791)
- Echinogorgia ridleyi Nutting, 1910
- Echinogorgia russelli Bayer, 1949
- Echinogorgia sanguinea (Nutting, 1910)
- Echinogorgia sassapo (Esper, 1791)
- Echinogorgia simplex (Nutting, 1910)
- Echinogorgia sphaerophora Kükenthal, 1919
- Echinogorgia spinosa (Kükenthal, 1908)
- Echinogorgia stellata (Nutting, 1910)
- Echinogorgia studeri (Kükenthal, 1908)
- Echinogorgia thomsonideani Stiasny, 1942
- Echinogorgia toombo Grasshoff, 1999
- Echinogorgia umbratica (Esper, 1791)
- Echinogorgia verrucosa (Brundin, 1896)

## Morfología

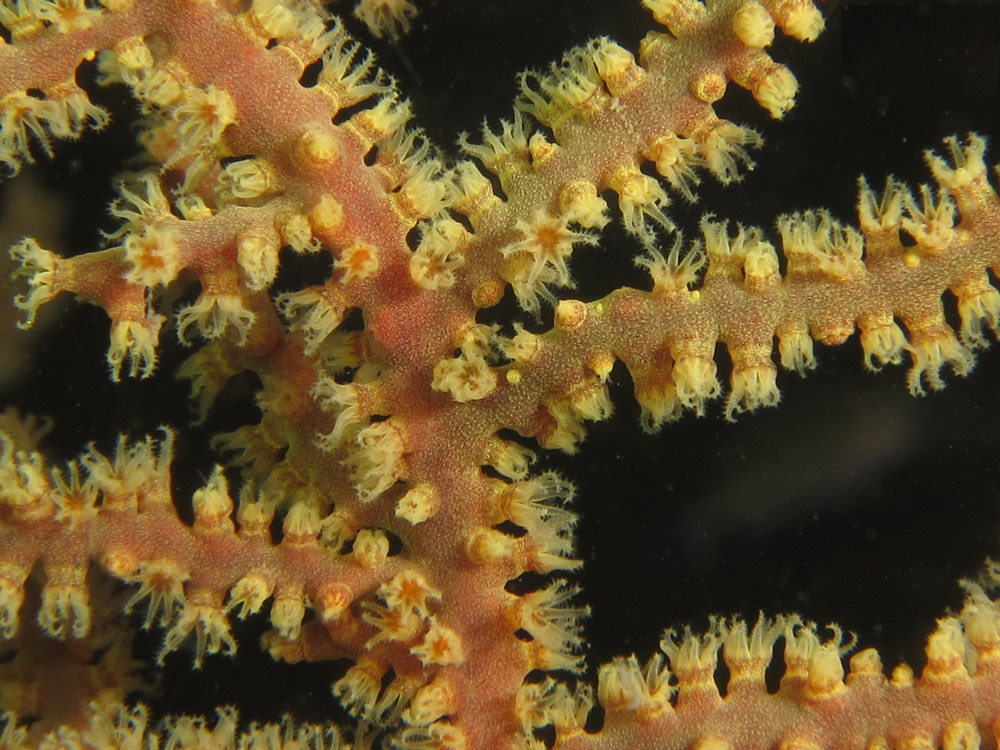
Pólipos de Echinogorgia sp

Su estructura es ramificada, en un solo plano, y principalmente lateral. Algunas ramas pueden fusionarse en anastomosis, pero raramente conforman redes, siendo frecuente que sus extremos sean redondeados y tengan un engrosamiento en forma de bastón.
Los cálices de los pólipos, que son totalmente retráctiles, son espinosos o en forma de montículos en la superficie de la rama por dónde salen al exterior, lo que da a la colonia un tacto rugoso. Tanto la superficie del cenénquima, o tejido común de la colonia que reviste el esqueleto, como los cálices de los pólipos, tienen escleritas características con bases tuberculosas en forma de raíz y, normalmente tres, o más, protuberancias con forma de espina en el extremo opuesto.
Sus especies carecen de zooxantelas. 
Pueden alcanzar los 100 cm de largo, en especies como E. noumea.
La coloración de las colonias  puede ser de un rojo vívido, naranja, amarillenta, marrón o blanca. En ocasiones bicolor.

## Reproducción
Se reproducen asexualmente mediante fragmentación, y sexualmente, lanzando al exterior sus células sexuales. En este tipo de reproducción, la mayoría de los corales liberan óvulos y espermatozoides al agua, siendo por tanto la fecundación externa. Los huevos, una vez en el exterior, permanecen a la deriva arrastrados por las corrientes varios días, más tarde se forma una larva plánula que, tras deambular por la columna de agua marina, se adhiere al sustrato y comienza su vida sésil, metamorfoseándose a pólipo, replicándose después por gemación, generando un esqueleto, y dando origen así a la colonia coralina.

## Hábitat y distribución
Suelen habitar en laderas de arrecifes, substratos rocosos o fondos blandos, tanto en zonas superficiales, como profundas. Entre 3 y 712 m de profundidad, y en un rango de temperatura entre 6.04 y 28.90 °C.
Se distribuyen en aguas tropicales del océano Indo-Pacífico.

## Alimentación
Su alimentación es suspensívora, alimentándose de las presas de micro-plancton que capturan con los minúsculos tentáculos de sus pólipos.

## Galería

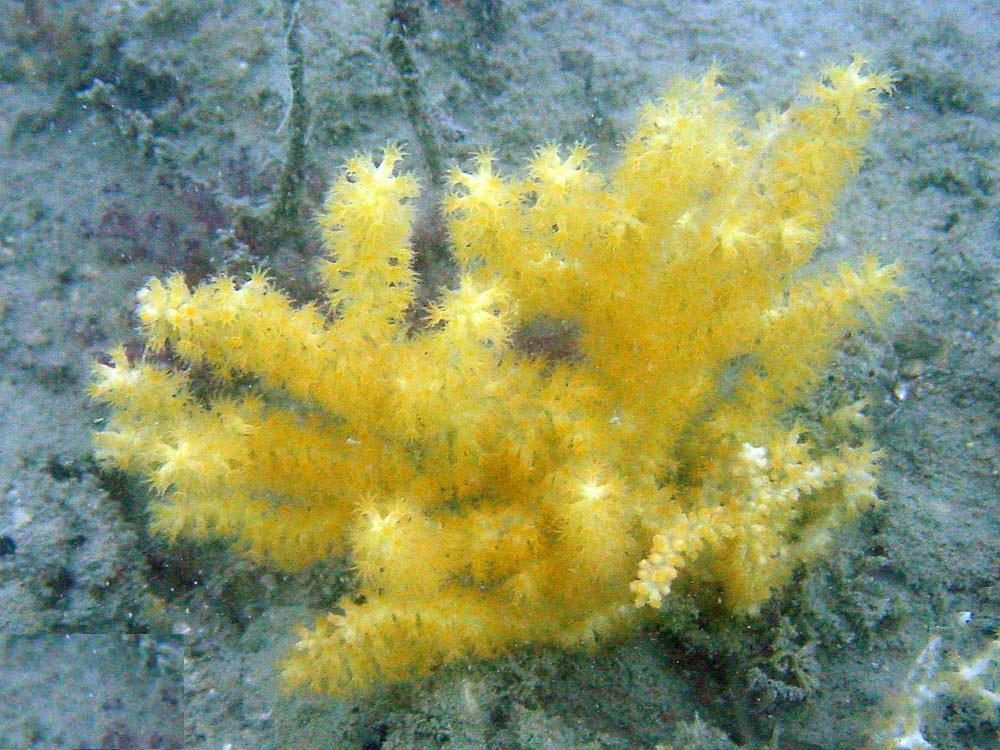
Colonia joven de Echinogorgia sp
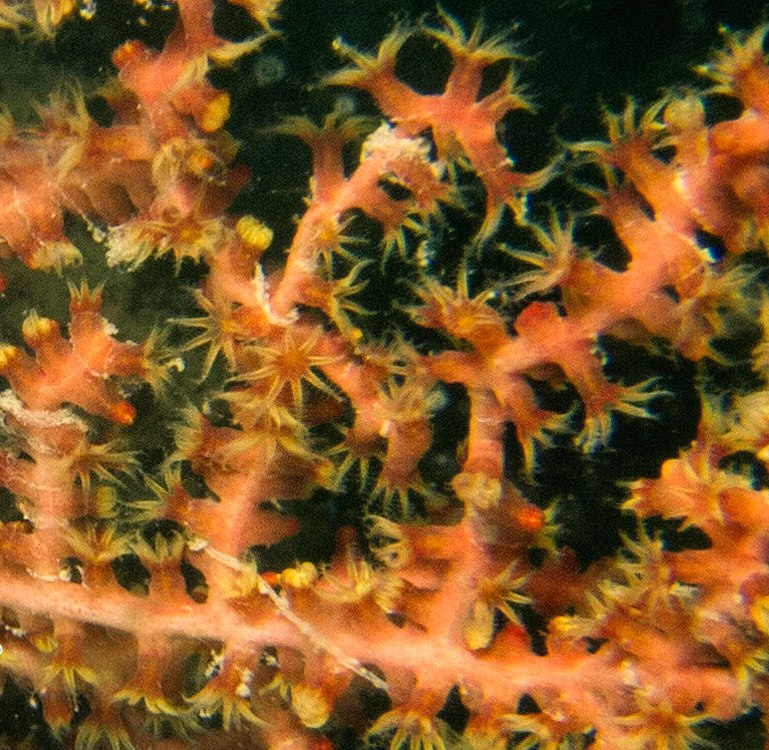
Pólipos expandidos de Echinogorgia sp
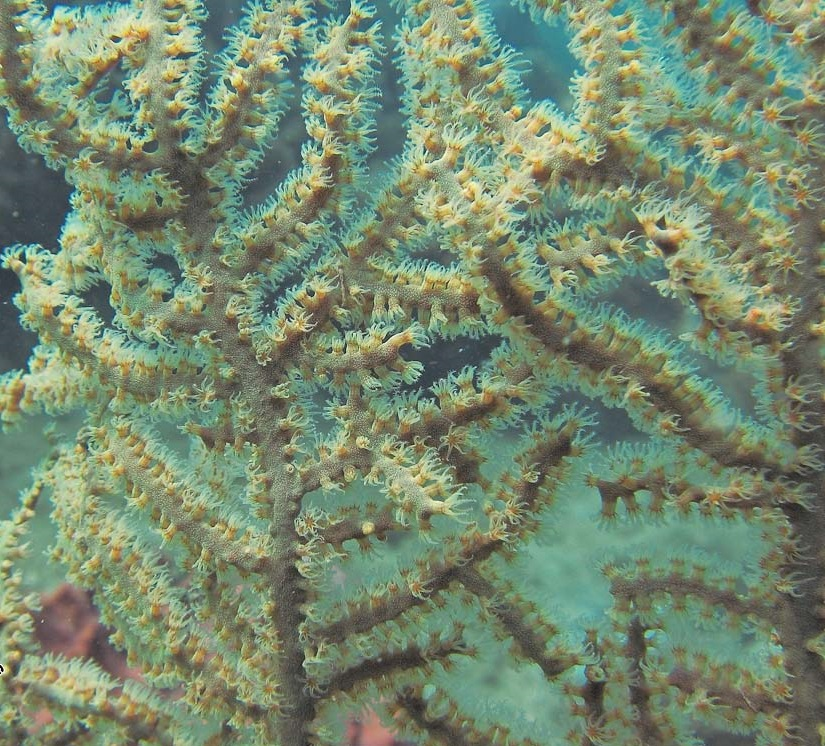
Ramificación de Echinogorgia sp
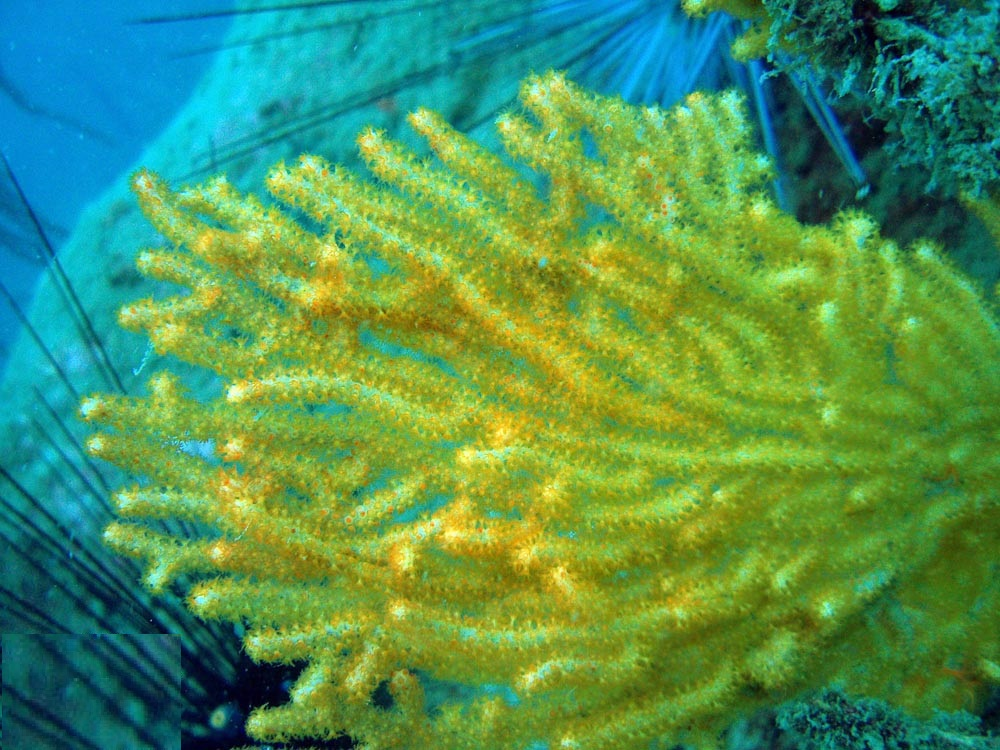
Colonia de Echinogorgia sp, Koh Phangan, Tailandia
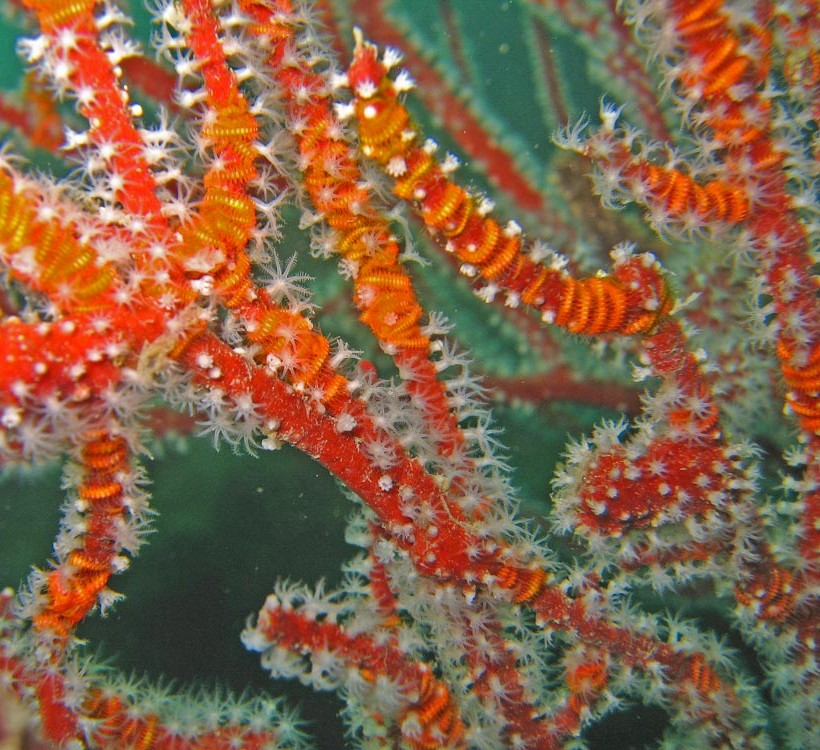
Echinogorgia sp con ofiuros entre sus ramas
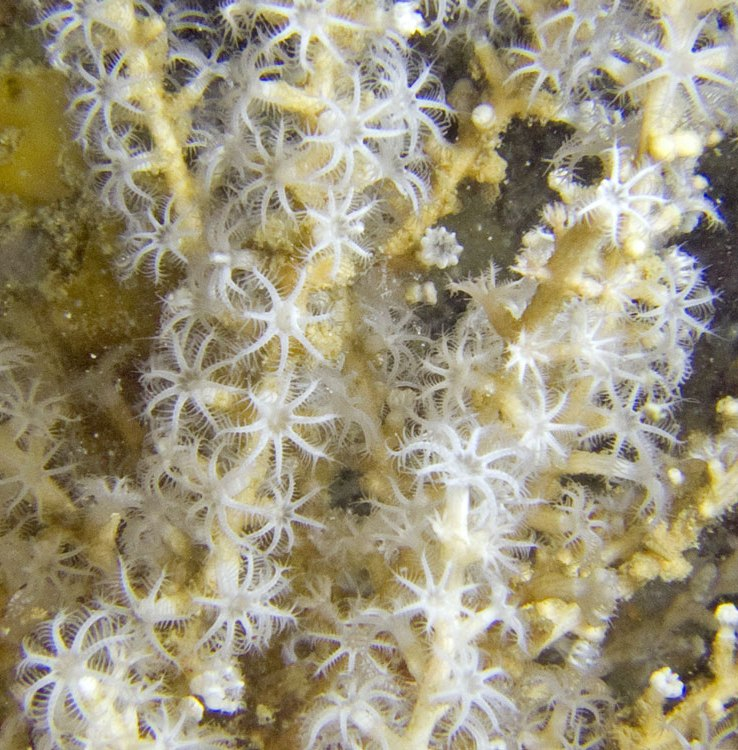
Pólipos expandidos de Echinogorgia sp, Koh Phangan, Tailandia